# 90455 Irenehernandez
90455 Irenehernandez este un asteroid din centura principală de asteroizi.

## Descriere
90455 Irenehernandez este un asteroid din centura principală de asteroizi. A fost descoperit pe 12 februarie 2004 la Goodricke-Pigott de Roy A. Tucker. Asteroidul prezintă o orbită caracterizată de o semiaxă mare de 2,35 ua, o excentricitate de 0,20 și o înclinație de 1,9° în raport cu ecliptica.